# Penrosada quinterae
Penrosada quinterae är en fjärilsart som beskrevs av Adams och Bernard 1979. Penrosada quinterae ingår i släktet Penrosada och familjen praktfjärilar. Inga underarter finns listade i Catalogue of Life.